# Barriers of the Law
Barriers of the Law er en amerikansk stumfilm fra 1925 instrueret af J.P. McGowan.

## Medvirkende
- J.P. McGowan som Steve Redding
- Helen Holmes som Rita Wingate
- William Desmond som Rex Brandon
- Albert J. Smith
- Norma Wills som Annie
- Marguerite Clayton som Leila Larkin